# Origo gentis romanae
Origo gentis romanae (hrvatski: "Podrijetlo rimskog naroda") je kratko povjesničarska literarna zbirka. Govori o starorimskom narodu. Počinje sa Saturnom, a završava s Romulom. Nekad se ovo djelo pripisivalo Sektu Aureliju Viktoru, no u današnjoj znanosti se ne smatra da je to njegovo djelo.